# James Meade
James Edward Meade (Swanage, 23 giugno 1907 – Cambridge, 22 dicembre 1995) è stato un economista britannico, vincitore, insieme a Bertil Ohlin, del premio Nobel per l'economia nel 1977, «per i contributi pionieristici alla teoria del commercio internazionale e dei movimenti internazionali di capitali».

## Biografia
James Meade studiò al Malvern College e si iscrisse all'Oriel College di Oxford nel 1926 per intraprendere studi letterari, ma ben presto (nel 1928) decise di dedicarsi agli studi sociali. Il suo interesse per l'economia aumentò negli anni degli studi post laurea al Trinity College di Cambridge, dove discusse spesso con importanti economisti come Dennis Robertson e John Maynard Keynes, sull'economia keynesiana e sulla teoria generale dell'occupazione, dell'interesse e della moneta.
Dopo aver lavorato presso la Società delle Nazioni e presso il Cabinet Office del governo del Regno Unito, fu il principale economista nei primi anni del governo del laburista Clement Attlee. Fu docente alla London School of Economics (1947-1957) e all'Università di Cambridge (1957-1967).

## Teoria
Il contributo più importante di James Meade è l'analisi della compatibilità degli obiettivi di piena occupazione ed equilibrio della bilancia dei pagamenti, con conseguente dimostrazione della necessità di due strumenti separati di politica economica: uno per controllare il livello della domanda aggregata, e due per regolarne la distribuzione.
James Meade sosteneva che nell'area valutaria europea, una moneta unica, con tasso di cambio fisso, non avrebbe potuto funzionare per la scarsa mobilità del lavoro tra i paesi europei.

## Opere principali
- The Theory of International Economic Policy: I. The Balance of Payments, London, Oxford University Press, 1951.
- A Geometry of International Trade, London, George Allen & Unwin, 1952.
- The Theory of International Economic Policy: II. Trade and Welfare, London, Oxford University Press, 1955.
- Principles of Political Economy: I. The Stationary Economy, London, George Allen & Unwin, 1965.
- Principles of Political Economy: II. The Growing Economy, London, George Allen & Unwin, 1968.
- Principles of Political Economy: III. The Controlled Economy, London: George Allen & Unwin, 1971
- The Intelligent Radical's Guide to Economic Policy, London, George Allen & Unwin, 1975.
- Principles of Political Economy: IV. The Just Economy, London, George Allen & Unwin, 1976.

### In italiano
- L'economia mista, guida alla politica economica per il radicale intelligente, Liguori, 1982. ISBN 9788820709747.
- Agathotopia l'economia della partnership, Feltrinelli, 1989. ISBN 88-07-09016-3, EAN: 9788807090165, ASIN: B00DREN5XU.

#### Agathotopia
Agathotopia descrive le tre istituzioni dette "agathotopiane" di una società utopica: la "cooperativa per azioni", in cui i lavoratori sono anche azionisti; la nazionalizzazione del cinquanta per cento della ricchezza, che viene gestita dai privati; e il "dividendo sociale", che garantisce a tutti un reddito che permetta l'assunzione del rischio imprenditoriale. 
- Libertà, uguaglianza ed efficienza. Apologia pro Agatotopia mea, Feltrinelli, Milano 1995. ISBN 8807101866, ISBN 978-8807101861

#### Libertà, uguaglianza ed efficienza
L'autore discute la possibilità di conseguire un obiettivo di una "piena occupazione senza inflazione" quando in Europa la disoccupazione di massa è tornata endemica. In particolare esamina: 
1. le modalità di remunerazione dei lavoratori,
2. la possibilità di una loro partecipazione al rischio d'impresa,
3. il problema della necessaria precondizione di una garanzia di reddito svincolata dal salario,
4. il finanziamento,
5. la fiscalità atta a favorire l'accesso alla proprietà,
6. come incentivare l'ingresso di nuovi lavoratori nelle imprese,
7. quali regole pensionistiche siano più produttive di incrementi occupazionali,
8. in quale contesto monetario sia perseguibile questa politica,
9. come regolare l'ambiente.